# 王翼民
王翼民（？年—1951年2月17日），四川省通江縣人。曾當選為中华民国行憲後的第一屆國民大會代表。

## 經歷
- 1920年代，王翼民担任通江县、南江县、巴中县三縣聯團辦事處副處長[1]。
- 1945年，王翼民担任通江縣參議會參議長。
- 1947年冬，王翼民參加通江縣的國大代表選舉，获得多數選票顺利當選为国民大会代表。
- 1949年12月，中国人民解放军发起西南战役后，迅速占领四川全省。王翼民仍效忠中华民国政府。12月7日，反共救國軍第十五縱隊第八師在通江縣府正式成立，鮮熾賢、王翼民分別任師長、副師長[2]。
- 1949年12月27日，中国人民解放军攻占通江。隨即成立了通江縣解放委員會，王翼民任委員[3]。
- 1950年，王翼民担任川陝反共救國軍副司令[4]。
- 1951年2月17日，王翼民和地主王文熙、中华民国的通江縣長鮮熾賢、中國國民黨通江縣黨部書記周鼎新被中华人民共和国的人民法庭公審，王文熙判刑五年，王翼民、鮮熾賢、周鼎新被判處死刑并在同一天被槍決[5]。